# Symfonie nr. 8 (Bruk)
Fridrich Bruk voltooide zijn Symfonie nr. 8 "Tampere" in 2008.
Bruk schreef zelf dat het meer een symfonisch gedicht was over de stad Tampere waar hij toen leefde. Het is tevens een verhaal over een held die ten strijde trek, lichaam tegenover geest. De symfonie, geschreven voor groot symfonieorkest, kent drie delen, die door de thematiek met elkaar verbonden zijn:
- Risoluto
- Andante con moto
- Vivace